# Киро Стоянов
Киро Стоянов (на македонска литературна норма: Киро Стојанов) е скопски римокатолически епископ, изпълняващ същевременно длъжността епарх на източнокатолическата Струмишко-Скопска епархия.

## Биография
Роден е на 9 април 1959 година в униатско семейство в струмишкото село Радово, тогава в Югославия. Приема свещенически сан в 1986 година. На 4 януари 1999 година е избран за титулярен центурионски епископ (Centurionensis) и е назначен за викарий в Скопската епископия, оглавявана от Йоаким Хербут. На 1 май 1999 година е ръкоположен за епископ.
На 20 юли 2005 година става скопски епископ и екзарх на Македонската апостолическа екзархия.
На 31 май 2018 година папа Франциск издига екзархията в епархия под прякото управление на Светия престол и епископ Киро получава титлата Струмишко-Скопски епарх.